# Межброды
Межброды (укр. Міжброди) — село в Усть-Путильской сельской общине Вижницкого района Черновицкой области Украины.
До 2020 года входило в Путильский район
Расположено на правом берегу реки Черемош, напротив села Тюдов Ивано-Франковской области.
Население по переписи 2001 года составляло 304 человека. Почтовый индекс — 59110. Телефонный код — 3738. Код КОАТУУ — 7323583502.